# Zoet (smaak)
Zoet is een van de vijf basissmaken, naast zout, zuur, bitter en umami.
Vroeger dacht men dat je zoet op het voorste deel van je tong proeft, maar later bleek dat niet zo te zijn.
Er zijn verschillende stoffen die een zoete smaak oproepen, waarvan suikers wel de bekendste zijn. 
Voor een lijst van zoetstoffen: zie het artikel Zoetstof.

## AH,B-systeem
Zoet smakende stoffen hebben met elkaar gemeenschappelijk dat er een als zuur werkend H-atoom moet zijn op 3Å afstand van een elektronegatief punt zoals een zuurstof- of stikstofatoom. Bij suikers wordt laatstgenoemde punt gevonden in de keton- of aldehydgroep (C=O resp. HC=O).